# Ккотчеби
Ккотчеби (кор. 꽃제비) — корейский термин для обозначения бездомных детей в КНДР. Термин дословно означает «поедающие цветы». Согласно одной из этимологических реконструкций, восходит к русскому слову «кочевье». В КНДР термин запрещён к употреблению в официальных публикациях.
Согласно данным буддийской правозащитной организации «Добрые Друзья», большинство ккотчеби ест один раз в день. В основном их еда состоит из травы и овощей. Также голод вынуждает их собираться в группы, попрошайничать и воровать.
Сам факт применения термина рассматривается специалистами как форма новояза направленная на пропаганду Республики Корея против КНДР.